# Революционное рабоче-крестьянское правительство Венгрии
Революционное рабоче-крестьянское правительство Венгрии (венг. Magyar forradalmi munkás-paraszt kormány), также известно в Венгрии, как Сольнокское правительство (венг. Szolnoki kormány) и Первое правительство Кадара (венг. első Kádár-kormány) — временное правительство ВНР, образованное Яношем Кадаром и Ференцем Мюннихом 2—4 ноября 1956 года в целях противодействия венгерскому антисталинскому восстанию и поддержавшему его правительству Имре Надя. Приведено к присяге 12 ноября, после принятия Президиумом ВНР решения о роспуске правительства Надя. Функционировало до 28 января 1958 года.

## Предыстория
23 октября 1956 года состоявшаяся в Будапеште 200-тысячная демонстрация, проходившая под лозунгами в поддержку опального премьера Имре Надя и требованиями отставки дискредитировавшего себя сталинистского руководства страны во главе с Эрнё Гере, переросла в столкновения протестующих с силами AVH у здания Дома радио. Ситуация быстро вышла из-под контроля властей, на сторону восставших начали переходить дислоцированные в городе подразделения венгерской армии, благодаря чему у тех появилось много оружия. Мятежники повалили памятник Сталину, захватили здания радиокомитета, газеты Szabad nép, телефонного центра и казарм. Неорганизованные попытки правительственных сил воспрепятствовать этому ни к чему не привели и Герё, в соответствии с Варшавским договором, ночью того же дня запросил помощи у СССР, на следующий день его просьба была продублирована в письменном виде премьер-министром страны Андрашем Хегедюшем.
В 23 часа на основании решения Президиума ЦК КПСС, начальник Генштаба Вооружённых сил СССР маршал В. Д. Соколовский приказал командиру Особого корпуса начать выдвижение в Будапешт для оказания помощи венгерским войскам «в восстановлении порядка и создания условий для мирного созидательного труда». Соединения и части Особого корпуса прибыли в Будапешт к 6 часам утра 24 октября и вступили в бои с повстанцами.
В ночь с 23 на 24 октября 1956 года руководство правящей Венгерской партии трудящихся приняло решение — пойти на уступки и выполнить главное требование восставших, восстановив Имре Надя в должности премьера, которую он уже занимал в 1953—1955 годах. Надь выступил в 12:10 24 октября с радиообращением, в котором призвал всех соблюдать порядок, прекратить боестолкновения и сложить оружие, но оно было проигнорировано мятежниками, явочным порядком начавшими захватывать власть на местах, создавая «революционные советы» и «рабочие комитеты».
25 октября Эрнё Герё ушёл в отставку с поста Первого секретаря ЦК ВПТ и бежал из Будапешта под защиту советских войск. В тот же день этот пост занял Янош Кадар, первоначально поддерживавший Имре Надя и повстанцев. 
27—28 октября Имре Надь внезапно перешёл на сторону восставших, объявил о формировании коалиционного правительства с участием правых партий, ликвидированных после прихода ВПТ к власти в 1948 году, отозвал части ВНА и принял решение о её роспуске, а также назвал происходящие события «национальной революцией» и начал переговоры о выводе советских войск из Венгрии. Подразделения Особого корпуса, после переговоров Микояна и Суслова с Надем, были выведены из Будапешта.
Заявление И. Надя от 28 октября стало поворотным моментом в развитии октябрьских событий. Партийный актив, защищавший административные и общественные здания, министерства и партийную собственность, получил приказ венгерского правительства немедленно сдать всё наличное оружие. Наиболее дисциплинированные коммунисты его выполнили, и позже многие из них поплатились за это жизнью, будучи убитыми повстанцами и не имея при этом оружия для самообороны. По всей стране начались массовые расправы над коммунистами, сотрудниками AVH и теми, кто подозревался восставшими в симпатиях к СССР.
30 октября было принято решение о роспуске ВПТ и создании вместо неё Венгерской социалистической рабочей партии. Временный её исполком возглавил Кадар (вошедший в состав правительства Надя), в него вошли 7 человек — преимущественно, сторонники Имре Надя. В тот же день правительство Надя объявило о ликвидации однопартийности, что было поддержано Кадаром в целях «избежания дальнейшего кровопролития». Это не помешало повстанцам в тот же день захватить штурмом здание Будапештского горкома ВПТ на площади Республики, смертельно ранив первого секретаря городского комитета партии Имре Мезё и зверски убив 24 защищавших его венгерских солдата.
1 ноября Имре Надь объявил о выходе ВНР из Организации Варшавского договора и призвал ООН  «защитить венгерскую демократию». Восставшие и вставшая на их сторону часть армии начали готовить Будапешт к обороне.

## Формирование
Поздним вечером 1 ноября на аэродром Текель, где находился штаб советского Особого корпуса, в сопровождении трёх человек (включая сотрудника советского посольства) прибыл Янош Кадар. Комментируя обстановку в Будапеште, он ответил, что вышел из состава правительства Имре Надя и теперь думает, что делать дальше. Оттуда он прибыл в Москву, где после тяжёлых переговоров с советским руководством согласился возглавить новое правительство, которое обеспечит политическое сопровождение подавления восстания.
2 ноября советская правительственная делегация во главе с Н.С. Хрущёвым прибыла на Бриони для срочных переговоров с Иосипом Броз Тито (до этого советской разведкой было обнаружено перемещение подразделений ЮНА у югославско-венгерской границы и существовала вероятность вмешательства ФНРЮ на стороне некогда близкого к югославам Имре Надя). Хрущёв заявил, что ситуация в Венгрии вышла из под контроля и потому советское руководство в скором времени применит войска для восстановления порядка в стране, о чём уже есть договорённости со всеми социалистическими странами. Тито согласился с ним (при этом будучи уверенным, что в отношении Надя и его министров не будут применены репрессии) и первым поднял вопрос, кто возглавит новое правительство. Советской стороне была ближе кандидатура ветерана Коминтерна Ференца Мюнниха, имевшего давние связи с СССР, однако Тито предложил кандидатуру Кадара, аргументируя это тем, что тот подвергся жестоким гонениям и истязаниям при Ракоши. Именно югославскому руководителю принадлежала идея дать новому правительству название «революционного правительства рабочих и крестьян», с чем Хрущёв сразу согласился.
В 5 часов 15 минут утра 4 ноября на волнах радио города Сольнок (фактическая трансляция шла из советского Ужгорода) прозвучало обращение Кадара и ещё трёх министров правительства Надя, составленное в форме открытого письма. Они заявили, что 1 ноября покинули правительство из-за его неспособности «бороться с контрреволюционной опасностью» и в целях «подавления фашизма и реакции» сформировали в Сольноке новое Революционное рабоче-крестьянское правительство Венгрии. Они призвали СССР оказать всемерную, в том числе военную, помощь, а также призвали венгерский народ к активной поддержке своей политики и программы консолидации общества на принципах социализма и пролетарского интернационализма. 
В 6 часов утра по радио выступил сам Янош Кадар, объявивший состав своего кабинета. Он утверждал, что «реакционные элементы хотели свергнуть социалистический общественный строй в Венгрии и восстановить господство помещиков и капиталистов». Новое правительство, как сказал Янош Кадар, обратилось к командованию советскими войсками, чтобы оно «помогло нашему народу разбить чёрные силы реакции и контрреволюции, восстановить народный социалистический строй, восстановить порядок и спокойствие в нашей стране». При этом Кадар не объяснил, почему он изменил свою позицию с ночи 1 ноября, когда по радио публично высказался в поддержку Имре Надя.
В тот же день в 6 часов 20 минут по будапештскому «Сабад Кошут радио» в ответ выступил Имре Надь. Он заявил, что советские войска «начали наступление на нашу столицу с явным намерением свергнуть законное венгерское демократическое правительство». Однако сразу же после этого обращения Надь покинул здание Национального собрания и укрылся в югославском посольстве. Подразделения Особого корпуса, усиленные подошедшими с территории Советского Союза дополнительными силами и спешно сформированными Кадаром из сохранивших боеспособность частей ВНА, AVH, рабочих отрядов и партийного актива частями Рабочей охраны, начали решительное наступление.
К 10 ноября сопротивление повстанцев в основном было подавлено, а венгерская армия — разоружена. Советское командование повсеместно приступило к созданию военных комендатур. К 11 ноября вооружённое сопротивление было сломлено не только в столице, но и фактически на всей территории Венгрии.

## Состав
| Революционное рабоче-крестьянское правительство Венгрии (Сольнокское правительство Первое правительство под председательством Яноша Кадара) | Революционное рабоче-крестьянское правительство Венгрии (Сольнокское правительство Первое правительство под председательством Яноша Кадара) | Революционное рабоче-крестьянское правительство Венгрии (Сольнокское правительство Первое правительство под председательством Яноша Кадара) | Революционное рабоче-крестьянское правительство Венгрии (Сольнокское правительство Первое правительство под председательством Яноша Кадара) | Революционное рабоче-крестьянское правительство Венгрии (Сольнокское правительство Первое правительство под председательством Яноша Кадара) | Революционное рабоче-крестьянское правительство Венгрии (Сольнокское правительство Первое правительство под председательством Яноша Кадара) |
| Должность | Портрет | Министр | Партия | Партия | Срок пребывания в должности |
| --- | --- | --- | --- | --- | --- |
| Председатель | | Янош Кадар | | Венгерская социалистическая рабочая партия                                                                                                  | 2 ноября 1956 года — 28 января 1958 года |
| Первый заместитель Председателя | | Ференц Мюнних | | Венгерская социалистическая рабочая партия                                                                                                  | 9 мая 1957 года — 28 января 1958 года |
| Заместитель Председателя | | Антал Апро | | Венгерская социалистическая рабочая партия                                                                                                  | 9 мая 1957 года — 28 января 1958 года |
| Министр сельского хозяйства | | Имре Дегей | | Венгерская социалистическая рабочая партия                                                                                                  | 2 ноября 1956 года — 28 января 1958 года |
| Министр промышленности | | Антал Апро | | Венгерская социалистическая рабочая партия                                                                                                  | 2 ноября 1956 года — 28 января 1958 года |
| Министр экономики | | Шандор Ронаи | | Венгерская социалистическая рабочая партия                                                                                                  | 2 ноября 1956 года — 28 января 1958 года |
| Министр иностранных дел | | Имре Хорват | | Венгерская социалистическая рабочая партия                                                                                                  | 2 ноября 1956 года — 28 января 1958 года |
| Министр культуры | | Дьюла Каллаи | | Венгерская социалистическая рабочая партия                                                                                                  | 2 ноября 1956 года — 28 января 1958 года |
| Министр тяжёлой промышленности | | Шандор Котнер | | Венгерская социалистическая рабочая партия                                                                                                  | 1 января 1957 года — 28 января 1958 года |
| Государственный министр | | Дьёрдь Марошан | | Венгерская социалистическая рабочая партия                                                                                                  | 2 ноября 1956 года — 28 января 1958 года |
| Министр внутренних дел | | Вакантно | | | 2 ноября 1956 года — 28 февраля 1957 года                                                                                                   |
| Министр внутренних дел | | Бела Биску | | Венгерская социалистическая рабочая партия                                                                                                  | 28 февраля 1957 года — 28 января 1958 года                                                                                                  |
| Министр вооружённых сил и общественной безопасности Министр обороны                                                                         | | Ференц Мюнних | | Венгерская социалистическая рабочая партия                                                                                                  | 2 ноября 1956 года — 1 марта 1957 года |
| Министр вооружённых сил и общественной безопасности Министр обороны                                                                         | | Геза Ревес | | Венгерская социалистическая рабочая партия                                                                                                  | 1 марта 1957 года — 28 января 1958 года |
| Министр здравоохранения | | Вакантно | | | 2 ноября 1956 года — 1 марта 1957 года |
| Министр здравоохранения | | Фрилес Долешал | | Венгерская социалистическая рабочая партия                                                                                                  | 1 марта 1957 года — 28 января 1958 года |
| Министр внутренней торговли | | Вакантно | | | 2 ноября 1956 года — 1 марта 1957 года |
| Министр внутренней торговли | | Янош Таус | | Венгерская социалистическая рабочая партия                                                                                                  | 1 марта 1957 года — 28 января 1958 года |
| Министр внешней торговли | | Вакантно | | | 2 ноября 1956 года — 1 марта 1957 года |
| Министр внешней торговли | | Ене Инце | | Венгерская социалистическая рабочая партия                                                                                                  | 1 марта 1957 года — 28 января 1958 года |
| Министр юстиции | | Вакантно | | | 2 ноября 1956 года — 9 мая 1957 года |
| Министр юстиции | | Ференц Незвал | | Венгерская социалистическая рабочая партия                                                                                                  | 9 мая 1957 года — 28 января 1958 года |
| Министр продовольствия | | Вакантно | | | 2 ноября 1956 года — 9 мая 1957 года |
| Министр продовольствия | | Имре Ковач | | Венгерская социалистическая рабочая партия                                                                                                  | 9 мая 1957 года — 28 января 1958 года |
| Министр лёгкой промышленности | | Вакантно | | | 2 ноября 1956 года — 9 мая 1957 года |
| Министр лёгкой промышленности | | Жозефин Надь | | Венгерская социалистическая рабочая партия                                                                                                  | 9 мая 1957 года — 28 января 1958 года |
| Министр металлургии и машиностроения | | Вакантно | | | 2 ноября 1956 года — 9 мая 1957 года |
| Министр металлургии и машиностроения | | Янош Жерго | | Венгерская социалистическая рабочая партия                                                                                                  | 9 мая 1957 года — 28 января 1958 года |
| Министр финансов | | Иштван Косса | | Венгерская социалистическая рабочая партия                                                                                                  | 2 ноября 1956 года — 9 мая 1957 года |
| Министр финансов | | Иштван Антош | | Венгерская социалистическая рабочая партия                                                                                                  | 9 мая 1957 года — 28 января 1958 года |
| Министр строительства | | Йожеф Килиан | | Венгерская социалистическая рабочая партия                                                                                                  | 2 ноября 1956 года — 9 мая 1957 года |
| Министр строительства | | Режё Траутман | | Венгерская социалистическая рабочая партия                                                                                                  | 9 мая 1957 года — 28 января 1958 года |
| Министр труда | | Йожеф Мекиш | | Венгерская социалистическая рабочая партия                                                                                                  | 2 ноября 1956 года — 9 мая 1957 года |
| Министр труда | | Эдён Кишхази | | Венгерская социалистическая рабочая партия                                                                                                  | 9 мая 1957 года — 28 января 1958 года |

## Деятельность после подавления восстания
7 ноября (ещё до окончательного завершения боёв) Кадар прибыл в Будапешт и объявил о переходе всей власти в страны в руки Революционного рабоче-крестьянского правительства. В тот же день Ференц Мюнних издал указ о запрете функционирования «революционных советов» и «революционных комитетов» в подразделениях полиции и воинских частях. 12 ноября Президиум ВНР распустил правительство Имре Надя (большая часть членов которого или бежала из страны, или укрылась в посольстве Югославии и впоследствии была выдана) и признал легитимность Революционного рабоче-крестьянского правительства, в тот же день приведённого к присяге. В декабре была запрещена деятельность «рабочих советов» на предприятиях и распущен Всевенгерский рабочий совет, а в январе 1957 года — за антиправительственную деятельность приостановлена работа Союза писателей и Союза журналистов.
Революционное рабоче-крестьянское правительство комбинировало жёсткие меры с мягкими — так, 11 декабря Президиум ВНР принял указ об учреждении военно-полевых судов, но при этом Кадар объявил амнистию участникам мятежа, не уличённых в преступлениях, распустил AVH с сокращением полномочий органов госбезопасности, отказал в неоднократных предложениях о переименовании ВСРП в Венгерскую коммунистическую партию, начал оказывать помощь пострадавшим в ходе уличных боёв в восстановлении жилья, принял решение о повышении зарплат и пособий. В первой половине мая 1957 года сессия Государственного собрания одобрила принятые правительством меры по наведению порядка в стране, тогда же были произведены и значительные изменения в его составе. Из политической жизни ВНР были исключены крупные функционеры старой ВПТ, ассоциировавшиеся со сталинистским режимом Ракоши — сам он, Эрнё Герё, Михай Фаркаш и его сын Владимир, Иштван Бата, Ласло Пирош. 
В конце 1957 года народное хозяйство Венгрии было восстановлено, превысив уровень производства 1956 г. на 11%, а 1955 г. — на 2%. Несмотря на сокращение посевных площадей на 10% в сравнении с 1956 г., продовольственного зерна в 1957 г. собрали на 5% больше. Наметилось расширение общественного сектора на селе. Ему уже принадлежало 11,6% всех пахотных земель страны. Повысился жизненный уровень трудящихся. Средняя номинальная заработная плата в течение года увеличилась на 20% (реальная на 14-16%). Политическая обстановка в стране также стабилизировалась, после чего необходимость во временном правительстве отпала.
В конце января 1958 года, на очередной сессии Государственного собрания, премьер-министром был назначен Ференц Мюнних, сформировавший новое правительство.

## Значение деятельности
По мнению некоторых венгерских историков и политических деятелей, в Венгрии после 1956 года была восстановлена сталинская, или постсталинская, модель социализма, а венгерское руководство, принимавшее участие в вооружённом подавлении восстания, в своих действиях вынуждено было считаться с международной обстановкой, особенно в рамках социалистического лагеря. Кадар и Мюнних внутри старых партийно-государственных рамок сумели осуществить значительные преобразования, в первую очередь в отношении изменения диктаторского характера власти, преодолеть самоуправство и беззаконие. Хотя в борьбе за своё существование власти в 1957—1958 гг. сами нередко нарушали законность, сводили личные счёты, о чём свидетельствовало вынесение почти 300 смертных приговоров. В целом же после 1956 года политическая система страны была ориентирована на интересы человека.
Объяснялось это тем, что ВСРП сохраняла и частично осуществляла программу отлучённой от партии после 4 ноября 1956 года демократической оппозиции, стремившейся к реформам.